# Currais
Currais là một đô thị thuộc bang Piauí, Brasil. Đô thị này có diện tích 3156,647 km², dân số năm 2007 là 4500 người, mật độ 1,43 người/km².